# Station Goczałków
Station Goczałków is een spoorwegstation in de Poolse plaats Goczałków.